# Марија Аљиновић
Марија Паро рођена Аљиновић (Баошић, Црна Гора, 13. марта 1936) - југословенска позоришна, филмска, ТВ и радио глумица.

## Биографија
Најприје је радила у сарајевском Народном позоришту (1954), а затим у Малом позоришту (каснији назив Камерно позориште 55), које је основала заједно са познатим режисером Јуриславом Коренићем. Овдје, у првом експерименталном позоришту у Југославији, заједно са првим члановима ансамбла, покушава да пронађе и оствари авангардни и савремени позоришни израз. У Сарајеву је живјела и наступала до 1957. године. 
Године 1958. преселила се у Загреб. Остатак глумачке каријере, до пензионисања 1995. године, провела је у Хрватском народном казалишту, повремено наступајући на другим сценама.

## Списак улога

### Филм
- „Под сумњом” (1956), као Марија; сценаристи: Бранко Белан и Грго Гамулин, режисер: Бранко Белан
- „Изгубљена оловка” (1960) као друга, старија учитељица; сценариста: Станислава Борисављевић; режисер: Федор Шкубоња
- „Окупација у 26 слика” (1978) као Марија, Никова мајка; сценаристи: Филип Давид, Стипе Гурдулић, Мато Јаксић, Мирко Ковач, Ранко Мунитић, Лордан Зафрановић; режисер: Лордан Зафрановић.

### Телевизија
- „Балкон” (1959), као Цвијета; сценариста: Иво Штивичић према истоименој новели Антуна Густава Матоша, режисер: Марио Фанели, ТВ Загреб.
- „Човјек од важности” (1961); сценарио: Крешо Новосел, режисер Марио Фанели, ТВ Загреб.
- „Трећи је дошао сам” (1962), као Марија; сценарио:Иво Штивичић; режисер:  Марио Фанели, ТВ Загреб.
- „Банкет”, Момор Капор 1965, редитељ: Марио Фанели, ТВ Загреб
- „Фигарова женидба“ (1965); режија: Берислав Макаровић и Георгиј Паро, ТВ Загреб.
- „Диоген” (1971) у улози Амалије, сценариј, према дјелу Аугустa Шеноe: Ивица Иванец; редитељи: Георгиј Паро и Вјекослав Видошевић, ТВ Загреб.
- „Леда” (1971) као прва дама, сценаријо: према дјелу Мирославa Крлежe Томислав Лалин; редитељ: Петар Шарчевић, ТВ Загреб.

### Радио
- „Шетња” Владо Готовац, 22. септембра 1971; Режија: Георгиј Паро, Радио Загреб - Трећи програм.

### Позориште
- Нели, „Љето и дим”, Тенеси Вилијамс, 1954; режисер: Боро Григоријевић, Народно позориште Сарајево.
- Мара, „Mećava”, Перо Будак, 12. децембра 1954; режија: Калман Месарић, Народно позориште Сарајево.
- Ла-Ло, „Пут око света”,  Бранислав Нушић, 5. децембра 1956, Народно позориште Сарајево.
- Јаница, „Свога тијела господар”, Славко Колар, 5. маја 1957, Народно позориште Сарајево.
- Ана Демби, „Кеан”, Жан-Пол Сартр (1953) и Александар Дима (1836), 10. новембрa 1957, Народно позориште Сарајево.
- Марија, „У агонији”, Мирослав Крлежа, 5. јуна 1954; режија: Васо Косић, Народно позориште Сарајево.
- Ана Далдерс, Младост пред судом”, Ханс Тимаер,  7. марта 1955;  режија: Јурислав Коренић, Мало позориште.
- Султанија, „Хасанагиница”, Милан Огризовић; 18. јануара 1956; режија: Јоланда Ђачић, Мало позориште.

- Ана Николајевна Антипова, „Ујкин сан” Фјодор Достојевски, 9. априла 1987; режија: Георгиј Паро;  РС „Моша Пијаде”